# روكافورته ديل غريكو
روكافورته ديل غريكو (بالإيطالية: Roccaforte del Greco)‏ هي قرية تقع في مقاطعة ريدجو كالابريا في أقصى جنوب إيطاليا. يبلغ عدد سكانها 640 نسمة.

## السكان
في سنة 1861 بلغ عدد السكان 1٬524 نسمة، وتطور العدد ليصل في سنة 2011 لـ 550 نسمة.
يظهر هذا المخطط البياني تطور النمو السكاني لـ روكافورته ديل غريكو